# باريس تورز 1901
باريس تورز 1901 هو سباق دراجات هوائية، وهو الموسم رقم 2 من باريس تورز، وأقيم في 1901.
فاز بالمركز الأول جان باتيست فيشر، وبالمركز الثاني Georges Lorgeou ‏، وبالمركز الثالث Édouard Wattelier ‏.

## الفائزون
| الترتيب | الفائز             |
| ------- | ------------------ |
| الفائز  | جان فيشر           |
| الثاني  | Georges Lorgeou ‏   |
| الثالث  | Édouard Wattelier ‏ |